# Blattella portalensis
Blattella portalensis är en kackerlacksart som först beskrevs av Giglio-Tos 1907.  Blattella portalensis ingår i släktet Blattella och familjen småkackerlackor. Inga underarter finns listade.